# Valesianer
Die Valesianer oder Valerianer waren eine häretische christliche Sekte des dritten Jahrhunderts, die nach ihrem Gründer, dem Araber Valesius, benannt ist. Sie verabscheute die Ehe und kastrierte ihre Anhänger, außerdem verwarf sie das Gesetz und die Propheten. Ihrer Selbstverstümmelung ging das Beispiel des Origenes voran, der sich unter Berufung auf Matth. 19,12 selbst kastriert haben soll. Ihre Lehre wurde 249 auf einer Synode verdammt.
Der Eunuchismus in der frühen christlichen Kirche wurde von Basilius dem Großen, Johannes Chrysostomos und Augustinus sowie von Papst Leo I. heftig bekämpft.
Im Roman Die Versuchung des heiligen Antonius (La tentation de Saint Antoine) des französischen Schriftstellers Gustave Flaubert (1821–1880) treten auch die Valesianer auf.